# Вальдемар Тітґенс
Вальдемар Тітґенс (нім. Waldemar Tietgens, 26 березня 1879 — 28 липня 1917) — німецький академічний веслувальник.
Олімпійський чемпіон 1900 року в складі розпашної четвірки зі стерновим B.